# Wenrenhua

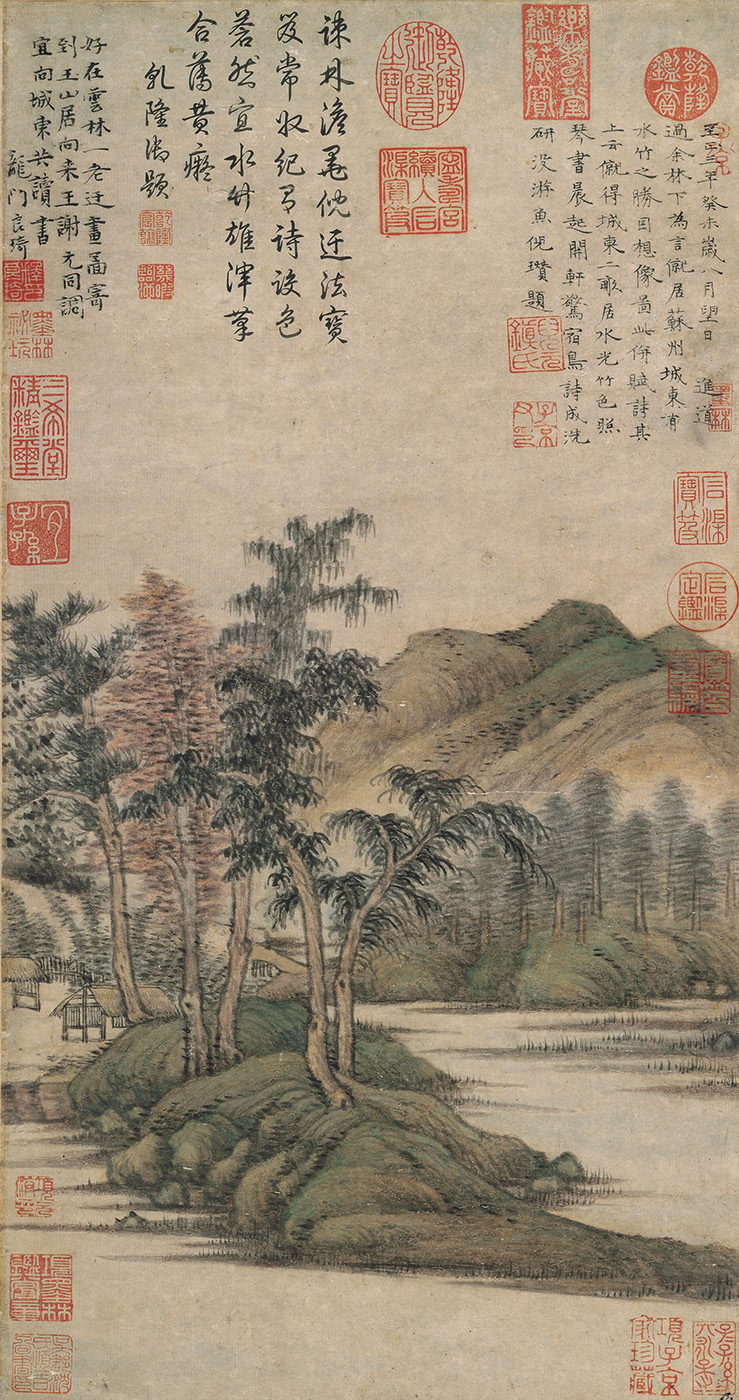
Water and Bamboo Dwelling (水竹居图) av Ni Zan

Wenrenhua, 文人画, kinesisk term för den måleristil, som tillämpades av de lärda amatörmålarna.